# Relações entre Tunísia e Turquia
As relações entre Tunísia e Turquia são as relações diplomáticas estabelecidas entre a República Tunisina e a República da Turquia. A Tunísia possui uma embaixada em Ancara e um consulado-geral em Istambul, e a Turquia possui uma embaixada em Tunis. Estas relações foram estabelecidas em 1956, logo após a independência da Tunísia. os turcos e os tunisinos têm laços fraternos e amigáveis baseados em uma história e cultura comuns. A presença do Império Otomano na Tunísia há mais de 300 anos, que teve início no século XVI, é o principal motivo para essas relações tão próximas. Ambos os países são membros de pleno direito da União para o Mediterrâneo.